# Rudy Bond
Rudy Bond (* 1. Oktober 1912 in Philadelphia, Pennsylvania; † 29. März 1982 in Denver, Colorado) war ein US-amerikanischer Schauspieler.

## Leben
Seine Schauspielkarriere begann Rudy Bond beim Neighborhood Playhouse in New York City. Nach einer schweren Verwundung während seines Armeedienstes im Zweiten Weltkrieg und der Heimkehr in die Vereinigten Staaten arbeitete er zeitweise als Truppenunterhalter für die USO. Bei einem Talentwettbewerb gewann er einen Platz am renommierten Actors Studio von Lee Strasberg, wo er neben späteren Filmgrößen wie Marlon Brando, Paul Newman oder James Dean studierte. Am Actors Studio unterrichtete auch der Broadway-Regisseur Elia Kazan, der Bond in substanziellen Nebenrollen in zwei seiner Stücke besetzte. Eines davon war Endstation Sehnsucht, in welchem Bond die Rolle des gewalttätigen Nachbarn Steve Hubbel spielte. Diese Rolle verkörperte er auch in Kazans gleichnamiger Verfilmung im Jahr 1951. 1956 trat er nochmals in Endstation Sehnsucht am Broadway auf, diesmal aber in der Rolle des Mitch.
In den folgenden Jahrzehnten pendelte Bond zwischen Theater-, Fernseh- und Filmengagements in New York und Hollywood. Häufig spielte er raue und ungeschliffene Figuren, oftmals Arbeiter. Im Filmgeschäft wurde Bond zwar nie zum Star, spielte aber kleinere Nebenrollen in einigen bedeutenden Filmklassikern. In Die Faust im Nacken (1954) stellte er einen Hafenarbeiter namens Moose dar, in Die zwölf Geschworenen (1957) war er am Filmanfang als gelangweilt wirkender Richter zu sehen, in Der Pate (1972) verkörperte er den Mafiaboss Don Carmine Cuneo, und in Stoppt die Todesfahrt der U-Bahn 123 (1974) spielte er den Polizeipräsidenten.
Kurz vor einer Theateraufführung in Denver, bei welcher er Babe Ruth spielen sollte, starb er 69-jährig an einem Herzinfarkt. Er hinterließ seine Frau Alma Halbert Bond (1923–2021), mit der er seit 1947 verheiratet war. Diese wurde als eine der wenigen weiblichen Marineoffiziere während des Zweiten Weltkrieges, später als Psychoanalytikerin und Autorin zahlreicher Bücher bekannt. Zum Zeitpunkt seines Todes arbeitete Bond an einer Autobiografie, die später von Alma fertiggestellt wurde und unter dem Titel  I Rode A Streetcar Named Desire 2000 bei Birch Book Press erschien.

## Filmografie (Auswahl)
- 1950: With These Hands
- 1951: Endstation Sehnsucht (A Streetcar Named Desire)
- 1953: Fegefeuer (Miss Sadie Thompson)
- 1954: Die Faust im Nacken (On the Waterfront)
- 1956: Wenn die Nacht anbricht (Nightfall)
- 1957: Die zwölf Geschworenen (12 Angry Men)
- 1957: Hyänen der Straße (The Brothers Rico)
- 1957: Reif für den Galgen (The Hard Man)
- 1958: U 23 – Tödliche Tiefen (Run Silent, Run Deep)
- 1958, 1959: Gnadenlose Stadt (Naked City, Fernsehserie, 2 Folgen)
- 1959: Mitten in der Nacht (Middle of the Night)
- 1960: Der Kommandant (The Mountain Road)
- 1960: Telefon Butterfield 8 (BUtterfield 8)
- 1962, 1964: Preston & Preston (The Defenders, Fernsehserie, 2 Folgen)
- 1963: Die Unbestechlichen (The Untouchables, Fernsehserie, Folge 4x22)
- 1967–1969: Heiße Spuren (N.Y.P.D., Fernsehserie, 3 Folgen)
- 1970: Hercules in New York
- 1970: Hopp, Hopp (Move)
- 1971: Wer ist Harry Kellerman? (Who Is Harry Kellerman and Why Is He Saying Those Terrible Things About Me?)
- 1971: Mr. Forbush and the Penguins
- 1972: Der Pate (The Godfather)
- 1973: Brocks letzter Fall (Brock’s Last Case, Fernsehfilm)
- 1974: Die Supercops – Zwei irre Hunde (The Super Cops)
- 1974: Petrocelli (Fernsehserie, Folge 1x03)
- 1974: Stoppt die Todesfahrt der U-Bahn 123 (The Taking of Pelham One Two Three)
- 1976, 1978: Kojak – Einsatz in Manhattan (Kojak, Fernsehserie, 2 Folgen)
- 1977: Quincy (Quincy, M.E., Fernsehserie, Folge 3x02)
- 1978: Detektiv Rockford – Anruf genügt (The Rockford Files, Fernsehserie, Folge 4x14)
- 1978: Baretta (Fernsehserie, Folge 4x20)
- 1979: The Rose
- 1981: Stand by Your Man (Fernsehfilm)